# シングルコレクション (1992〜1997)
『シングルコレクション (1992〜1997)』は、1998年11月21日に発売された德永英明初のシングル・ベスト・アルバム。

## 解説
1992年～1997年の間、発売されたシングル全12曲を発売順に収録。
ボーナス・トラックとして「今はさよならだけを言うけど」を収録。
『シングルコレクション (1986〜1991)』と同日発売。
初回プレスのみ、カラージュエルケース。

## 収録曲
1. 恋の行方　[5:09][2]
2. I LOVE YOU　[5:43][2]
3. もう一度あの日のように　[5:57][2]
4. FRIENDS　[6:00][2]
5. 僕のそばに　[6:12][2]
6. 永遠の果てに　[5:38][2]
7. 未来飛行　[5:59][2]
8. ROUGH DIAMOND　[4:52][2]
9. SMILE　[6:48][2]
10. 誓い　[5:11][2]
11. 情熱　[5:43][2]
12. Rainy Blue ～1997 Track～　[5:29][2]
13. 今はさよならだけを言うけど 【BONUS TRACK】　[5:00][2]